# Perfect Dark Zero
Perfect Dark Zero è uno sparatutto in prima persona, sviluppato e pubblicato da Rare nel 2005. Inizialmente ideato per Nintendo GameCube, è stato in seguito realizzato, a causa dell'acquisto della Rare da parte della Microsoft, esclusivamente per Xbox 360.

## Trama
Joanna Dark, la protagonista, è la figlia di Jack Dark, ex poliziotto riciclatosi cacciatore di taglie e affiancato da Chandra Secai, conosciuta ai tempi della militanza nelle forze dell'ordine e con il ruolo di coordinatrice di missione. La storia, ambientata nel 2020, inizia, dopo la missione "Zero" (che nel gioco è nel ruolo di tutorial), quando un certo Carrington assolda la squadra per liberare uno scienziato, tale Zeigler, che era stato rapito da una banda di criminali di Hong Kong, capeggiati dal gangster Killian, prima che una megacorporazione, la DataDyne, pagasse il riscatto. Quando però Zeigler viene liberato si scopre che era ormai in fin di vita, e che la sua valigetta, vero interesse di tutti, era in un altro luogo. Una volta recuperata la valigetta Zeigler, poco prima di morire, punta contro Jack Dark uno strano apparecchio (che in seguito si scoprirà avere il nome di "Unità Neurale"). Durante la fuga da Hong Kong, però, dei colletti bianchi rapiscono Jack Dark, mentre la figlia Joanna elimina Killian e scappa con il motoscafo di Chandra. Chandra rileva il segnale della tuta di Jack nella villa del presidente di DataDyne, Zhang Li (fino a quel momento si ignorava chi voleva pagare il riscatto di Zeigler),
e dopo l'infiltrazione nella villa di quest'ultimo Chandra incontra un ex dipendente di DataDyne, Byorn Madsen, e scopre finalmente dove viene tenuto prigioniero Jack Dark. Tuttavia nella fuga la figlia di Zhang Li, Mai Hem, incontrata la prima volta nell'infiltrazione nella villa, uccide Jack. Allora Chandra ha l'idea di trovare il dottor Eustace Carrol, di cui Zeigler aveva fatto il nome in fin di vita, ma durante la missione Joanna perde il contatto con Chandra. Una volta trovato Carrol tutto si spiega: lui e Zeigler stavano lavorando ad un programma per tradurre in inglese delle incisioni trovate in Sudamerica, ma Zeigler era sparito con dei dati essenziali. Quando Carrol viene a sapere dell'episodio tra Zeigler e il padre di Joanna, nel cui seguito Jack Dark continuava ad avere strane visioni di cui aveva parlato alla figlia, Carrol punta uno strumento simile a Joanna, pensando che il subconscio della ragazza, conservando i dati di Zeigler che erano stati "impiantati" nella testa del padre il quale gliene aveva parlato, contenesse la chiave per completare l'algoritmo di decodificazione. Il tentativo ha successo, ma in quel momento sopraggiunge Chandra, che si scopre aveva iniziato, dopo la morte di Jack Dark, a fare il doppiogioco a favore della Datadyne. Chandra uccide così il dottor Carrol e scappa, e nel mentre appare una squadra del Carrington Institute, capeggiata da Jonathan, che fa fuggire Joanna dalla piattaforma sul Pacifico dove si trovava Carrol. La ragazza apprende solo in quel momento che Carrington, fondatore del Carrington Institute, era il mandante del salvataggio di Zeigler per impedire che la DataDyne, traducendo le incisioni, potesse trovare in Sudamerica una fonte di energia che potesse attivare il Sacro Graal, trovato dalla megacorporazione in gran segreto in un anfiteatro nella costa atlantica dell'Africa. Joanna, sostenuta dalle truppe di Carrington, arriva al tempio dove era conservata la fonte di energia, e vi applica un segnalatore per scoprire dove veniva portata. Dopo essersi spostata nel Continente Nero la ragazza aiuta il Carrington Institute nei vari combattimenti con le forze della DataDyne, durante uno dei quali riesce anche ad uccidere Mai Hem, fino a giungere nell'anfiteatro proprio nel momento in cui Zhang Li attiva il Graal per ottenere la vita eterna, suo unico vero obiettivo fin dall'inizio. Qui si accorge ancor meglio della sua malvagità, Poiché uccide Chandra per avere altra energia vitale e diventare ancora più invincibile. Tuttavia verrà sconfitto da Joanna nel combattimento finale in un anfiteatro sospeso in aria creato da Zhang Li. La ragazza, come ci dice il sequel Perfect Dark, rimarrà in forza al Carrington Institute in qualità di agente segreto.

## Personaggi principali
- Jack Dark
- Joanna Dark
- Chandra Secai
- Killian
- dr. Zeigler
- Zhang Li
- Mai Hem
- dr. Eustace Carrol
- Jonatham
- Daniel Carrington

## Missioni
- 0 NucleoDati/Infiltrazione: è il tutorial del gioco. Luogo: Oceano Pacifico
- 1 Nightclub/Sorveglianza: si recupera il dr.Zeigler. Luogo: Hong Kong
- 2 Metropolitana/Recupero: si recupera la valigetta del dr.Zeigler. Luogo: Hong Kong
- 3 Tetti/Fuga': fuga da Killian; al termine Killian muore e Jack Dark viene catturato. Luogo: Hong Kong
- 4 Villa/Infiltrazione: ricerca di Jack Dark nella villa di Zhang Li. Luogo: Cina
- 5 Laboratorio/Recupero: salvataggio di Jack Dark. Luogo: Cina
- 6 Fiume/Estrazione: fuga di Joanna Dark e del padre, che muore al termine della missione. Luogo: Cina
- 7 Trinity/Infiltrazione: ricerca del dr.Eustace Carrol. Luogo: Oceano Pacifico
- 8 Trinity/Fuga: fuga con le truppe del Carrington Institute. Luogo: Oceano Pacifico
- 9 Giungla/Tempesta: combattimento con la DataDyne nella foresta peruviana. Luogo: Sudamerica
- 10 Tempio/Sorveglianza: ricerca della fonte di energia del Graal. Luogo: Sudamerica
- 11 Avamposto/Salvataggio: appoggio alle forze aeree del Carrington Institute. Luogo: Africa
- 12 Ponte/Assalto: assalto al ponte che conduce all'anfiteatro del Graal. Luogo: Africa
- 13 Arena/Scontro: scontro tra Joanna Dark e Zhang Li nell'anfiteatro. Luogo: Africa

## Critica
Il gioco è stato considerato fin dalla sua uscita, nel 2005, un FPS abbastanza buono, ma non rivoluzionario quanto Perfect Dark. Il prodotto è stato giudicato dai siti specializzati soddisfacente per il set di armi e per la modalità cooperativa, "normale" per la grafica e migliorabile per la trama, abbastanza corta, il che lo rende poco longevo, andandosi perciò ad inserire nella grande e ormai inflazionata categoria degli sparatutto, in questo caso in prima persona. Qui di seguito trovate delle recensioni di siti specializzati:
- Recensione in inglese del gioco, su gamespot.com.
- Altra recensione in inglese con immagini, su uk.xbox360.ign.com.
- Recensione in italiano su spaziogames.it, su spaziogames.it. URL consultato il 27 giugno 2010 (archiviato dall'url originale il 25 marzo 2010).

## Altre modalità
Oltre alle missioni della storia sono presenti anche due modalità chiamate DeathMatch e Azione Oscura. Va considerato che la prima di queste è stata creata da un personaggio della trama, Zhang Li, e che nel libretto di istruzioni in alcuni punti (come nella presentazione) il gioco sia trattato come una delle varie versioni del DeathMatch creata dalla corporazione cui fa capo Zhang Li, la DataDyne.

### DeathMatch
È principalmente una modalità ad alto contenuto di azione, ma senza trascurare la strategia. Vi sono varie modalità cui è possibile intraprendere:
- Massacro: il nome parla da sé: è un tutti contro tutti in cui vince chi uccide il maggior numero di avversari.
- Massacro a squadre: ha le stesse regole del Massacro, ma si svolge a squadre.
- Cattura la bandiera: si gioca in squadre e bisogna rubare la "bandiera" avversaria, con la forma di una lancia colorata, e riportarla dove è custodita quella della squadra cui apparteniamo. La bandiera viene riposta e il punto viene guadagnato solo se la propria è alla base.
- Avanzata: tra queste è la modalità più strategica: anche qui si gioca a squadre, e nello scenario sono distribuiti vari "territori" rappresentati come colonne grigie, se nessuno le controlla. Per prenderne il controllo bisogna "penetrare" dentro di esse con il Rubadati, e se non si viene interrotti durante la procedura, di circa 15 secondi, venendo colpiti, la colonna assume il colore della squadra che ne ha preso il controllo. Ogni fazione conquista un punto difendendo un territorio uccidendo un avversario mentre penetra in una colonna.

Nel DeatMatch è possibile giocare in System Link sulla rete LAN, su Xbox Live o solo sulla propria console, eventualmente aggiungendo dei Bot, controllati dall'IA. Inoltre è possibile configurare il set di armi disponibile durante la partita, scegliendone uno predefinito o uno personalizzato, e una fazione, che corrisponderà al volto dei Bot (ma non al proprio, che può essere scelto indipendentemente). Le varie fazioni sono:
- Carrington
- Dark
- Trinity
- Killian
- Scagnozzi
- DataDyne

Per ogni partita da iniziare si possono inoltre configurare altre opzioni avanzate, come il bilanciamento dei Bot nelle squadre (la squadra di appartenenza dell'utente e dei Bot può essere poi anche variata prima e durante la partita), il fuoco amico, il tempo massimo e il punteggio necessario per vincere, ma vanno citati i suggestivi scenari, ricavati dalle missioni della trama principale:
- Tempio, ispirato a Tempio/Sorveglianza
- Torre, ispirato a Villa/Infiltrazione
- Metropolitana, ispirato a Metropolitana/Recupero
- Deserto, ispirato a Ponte/Assalto
- Area Urbana, ispirato a NightClub/Sorveglianza e a Tetti/Fuga
- Città Vecchia, ispirato ad Avamposto/Salvataggio ed a Ponte/Assalto

### Azione Oscura
È una modalità, definita nel gioco stesso "Conflitto fra corporazioni", in cui prevale maggiormente la componente strategica, caratteristica accentuata dal fatto che non è possibile l'uso dei Bot, che si può giocare solo a squadre e che ogni partita si gioca a turni. Gli scenari sono gli stessi del DeathMatch, ma cambiano le modalità. Eccole:
- Assalto: a turno le squadre dovranno attaccare o difendere una postazione. Gli attaccanti hanno vite infinite, mentre i difensori una sola. Vince la squadra che si difende per più tempo.
- Infezione: i giocatori sono divisi in infetti e non infetti. Ad ogni turno gli infetti guadagnano punti uccidendo i "sani", che a loro volta diventano infetti, mentre i non infetti guadagnano punti sopravvivendo.
- Sabotaggio: le due squadre ad ogni turno dovranno cercare di sabotare l'arsenale avversario (da qui il nome "Sabotaggio"); vince chi riesce a mantenere il suo arsenale intatto.

## Arsenale
L'arsenale, secondo pubblico e critica, è uno dei punti forti del videogioco, per la varietà di armi e per le realistiche limitazioni che esse danno. Per le armi, infatti, si hanno a disposizione quattro slot, non necessariamente da riempire per forza. Le armi occupano un certo spazio a seconda della loro grandezza: alcune occupano un solo slot, come pistole, la spada Viblade, le Granata e la Multi-mina, altre due slot, come le mitragliatrici, le armi d'assalto, quelle a lotta ravvicinata e lo scudo di combattimento, altre ancora addirittura tre, come le armi pesanti. Le armi hanno funzioni secondarie e a volte terziarie, e a seconda della loro grandezza possono rallentare anche notevolmente i movimenti. Inoltre sono a disposizione alcuni oggetti, come il Kit di demolizione, la Multichiave e il Rubadati. A differenza delle armi, che entrano stabilmente nell'arsenale solo se si completa una missione con essa (a parte con la missione Zero) gi oggetti sono subito tutti disponibili. Tuttavia nell'intraprendere una missione per la prima volta (o mai completata) bisogna usare un dolo oggetto obbligato. Oltre a questi tre oggetti si aggiungono la Telespia (usabile solo in NucleoDati/Infiltrazione e in
Tempio/Sorveglianza), l'Audioscopio (usabile solo in NightClub/Infiltrazione) e il Kit di Rivitalizzazione (usabile in ogni missione in Modalità Cooperativa, ma non in quelle singole). Questi tre si aggiungono automaticamente nelle missioni citate e non possono essere tolti, Poiché svolgono un ruolo fondamentale nella missione, mentre gli altri tre, dopo la prima riuscita della missione, potrano essere scelti a piacimento, cambiando lo svolgimento del livello con alcune variazioni.

## Curiosità
- All'inizio del penultimo livello, luogo dove viene trovato il Graal, è possibile notare il tempio di Alessandretta, dove è custodito il Santo Graal nel film Indiana Jones e l'ultima crociata.